# 29 octobre 1980
Le mercredi 29 octobre 1980 est le 303e jour de l'année 1980.

## Naissances
- Ben Foster, acteur américain
- Benjamin Ollivier, joueur de rugby à XV français
- César Luena, homme politique espagnol
- Georgiy Tsurtsumia, lutteur kazakh
- Kaine Robertson, joueur de rugby néo-zélandais
- Kate Kelly, féministe mormone
- Michele Boyd, actrice américaine
- Miguel Angel Cotto, boxeur portoricain
- Mounir El Haimour, joueur de football français
- Rebecca Sattin, rameuse australienne
- Sydney Freeland, réalisatrice américaine
- Yuki Yokosawa, judoka japonaise

## Décès
- Gerhard von Schwerin (né le 23 juin 1899), général allemand
- Giorgio Borg Olivier (né le 5 juillet 1911), homme politique maltais
- Manfred Freyberger (né le 27 mars 1930), acteur italien
- Pierre Paquier (né le 26 mars 1903), général français

## Événements
- Création du badge des forces armées allemandes de la compétence militaire et de la décoration des forces armées allemandes
- Création de BTK Bank